# Steeple Barton
Steeple Barton – wieś i civil parish w Anglii, w Oxfordshire, w dystrykcie West Oxfordshire. W 2011 civil parish liczyła 1523 mieszkańców. Steeple Barton jest wspomniana w Domesday Book (1086) jako Bartone.